# Whitney Mercilus
Whitney Mercilus (Akron, 21 luglio 1990) è un ex giocatore di football americano statunitense che ha militato nel ruolo di linebacker nella National Football League (NFL). Fu scelto dagli Houston Texans come 26º assoluto del Draft NFL 2012. A college ha giocato a football all'Università dell'Illinois dove fu premiato come All-American.

## Carriera

### Houston Texans
Considerato uno dei migliori prospetti tra i defensive end del Draft 2012, Mercilus fu scelto come 26º dagli Houston Texans. Whitney debuttò come professionista nella prima gara della stagione vinta contro i Miami Dolphins.
Houston nella settimana 7 si portò su un record di 6-1 dominando i Baltimore Ravens per 43-13 con Mercilus che mise a segno un sack su Joe Flacco.
Con la vittoria nella settimana 13 sui Tennessee Titans, Houston centrò la qualificazione ai playoff per il secondo anno consecutivo. Mercilus mise a segno due sack su Jake Locker e recuperò un fumble nella sua prima partita da titolare. La sua prima stagione regolare si concluse con 25 tackle, 6 sack e 2 fumble forzati giocando tutte le 16 partite (4 come titolare).
Nella prima gara della stagione 2013, i Texans rimontarono uno svantaggio di 21 punti alla metà del terzo quarto sui San Diego Chargers con Mercilus che contribuì guidando la squadra con 5 tackle e un sack. Nella settimana 4 mise a segno 2,5 sack contro i Seattle Seahawks ma i Texans furono sconfitti ai supplementari. La sua seconda annata si concluse con 47 tackle e 7 sack disputando tutte le 16 partite come titolare.
Nella settimana 8 della stagione 2015, Mercilus mise a segno un primato personale di 3,5 sack nella gara contro i Titans in cui Houston pareggiò il record di franchigia con 7 sack complessivi. Altri 3,5 li fece registrare nell'ultima gara della stagione sui Jaguars, dove i Texans conquistarono il loro primo titolo di division dal 2012. Nella stessa gara forzò un fumble e ne recuperò un altro. Alla fine di dicembre fu premiato come miglior difensore della AFC del mese. Nella gara del turno delle wild card dei playoff contro i Chiefs, Mercilus fu il miglior difensore della propria squadra mettendo a segno 8 tackle e 3 sack, non riuscendo però ad evitare una sconfitta per 30-0.
Mercilus iniziò la stagione 2016 con due sack su Jay Cutler dei Chicago Bears che gli valsero il premio di miglior difensore della AFC della settimana. La sua annata si chiuse con un nuovo primato personale di 53 tackle, oltre a 7,5 sack e guidando la NFL con 4 fumble recuperati, venendo inserito nel Second-team All-Pro.
Nel secondo turno della stagione 2019 Mercilus fu premiato come difensore della AFC della settimana dopo avere messo a segno due sack con cui forzò due fumble sul quarterback dei Jacksonville Jaguars Gardner Minshew.

### Green Bay Packers
Il 21 ottobre 2021 si trasferì ai Green Bay Packers. Il 6 aprile 2022 annunciò il ritiro dal football professionistico.

## Palmarès
- Second-team All-Pro: 1

2016
- Difensore della AFC del mese: 1

dicembre 2015
- Difensore della AFC della settimana: 2

1ª del 2016, 2ª del 2019
- Ted Hendricks Award - 2011